# سابورو توکیتو
سابورو توکیتو (به ژاپنی: 時任 三郎، Saburō Tokitō) (زادهٔ ۴ فوریهٔ ۱۹۵۸) هنرپیشه اهل ژاپن است.